# Elisabeth Lichtenberger
Elisabeth Lichtenberger (17 de febrero de 1925 – 14 de febrero de 2017) fue una geógrafa austríaca. 
Su investigación se centró en la geografía urbana y en la orografía, particularmente en la Europa Central y Oriental y Norteamérica. Dio clase en la Universidad de Viena y fue premiado con la Medalla de Ciencia y el Arte austríaca en 1999. Fue declarada miembro de la Academia Británica, así como de la Academia Europaea y la Academia Austríaca de Ciencias, y doctora honoraria de la Universidad de Chicago y la Universidad de Leipzig.
En 1988, también fundó el Instituto de Investigaciones Urbanas y Regionales de la Academia de Ciencias de Austria en Viena. También coordinaba el programa prioritario "Austria. Espacio y Sociedad" (Österreich. Raum und Gesellschaft) del Fonds zur Förderung der wissenschaftlichen Forschung (FWF).
Desde 1985 a 1996 fue presidenta del Comité Nacional Austríaca para la Unión Geográfica Internacional.